# شاطئ رينيسفجارا

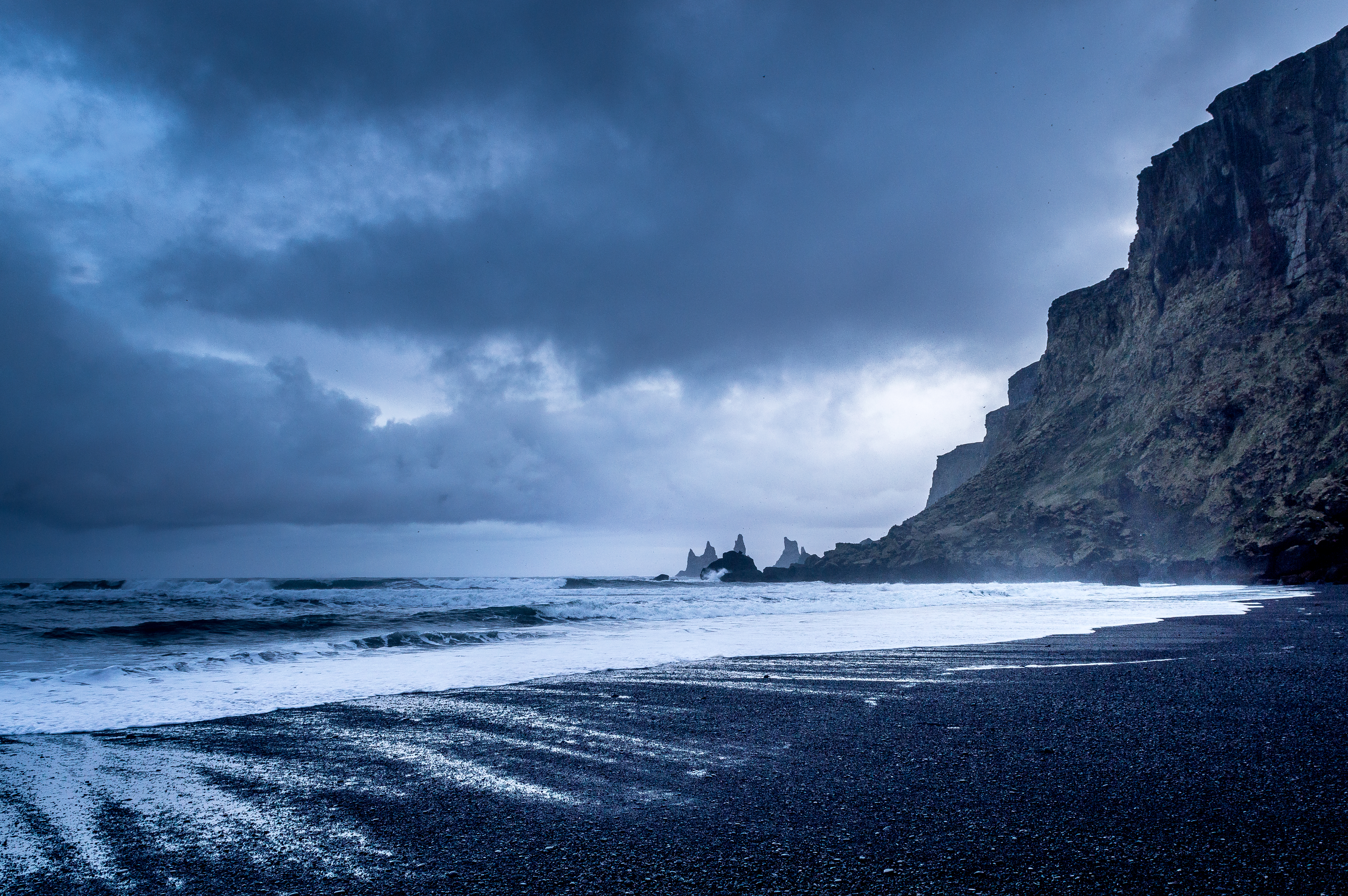
ساحل الرمال السوداء

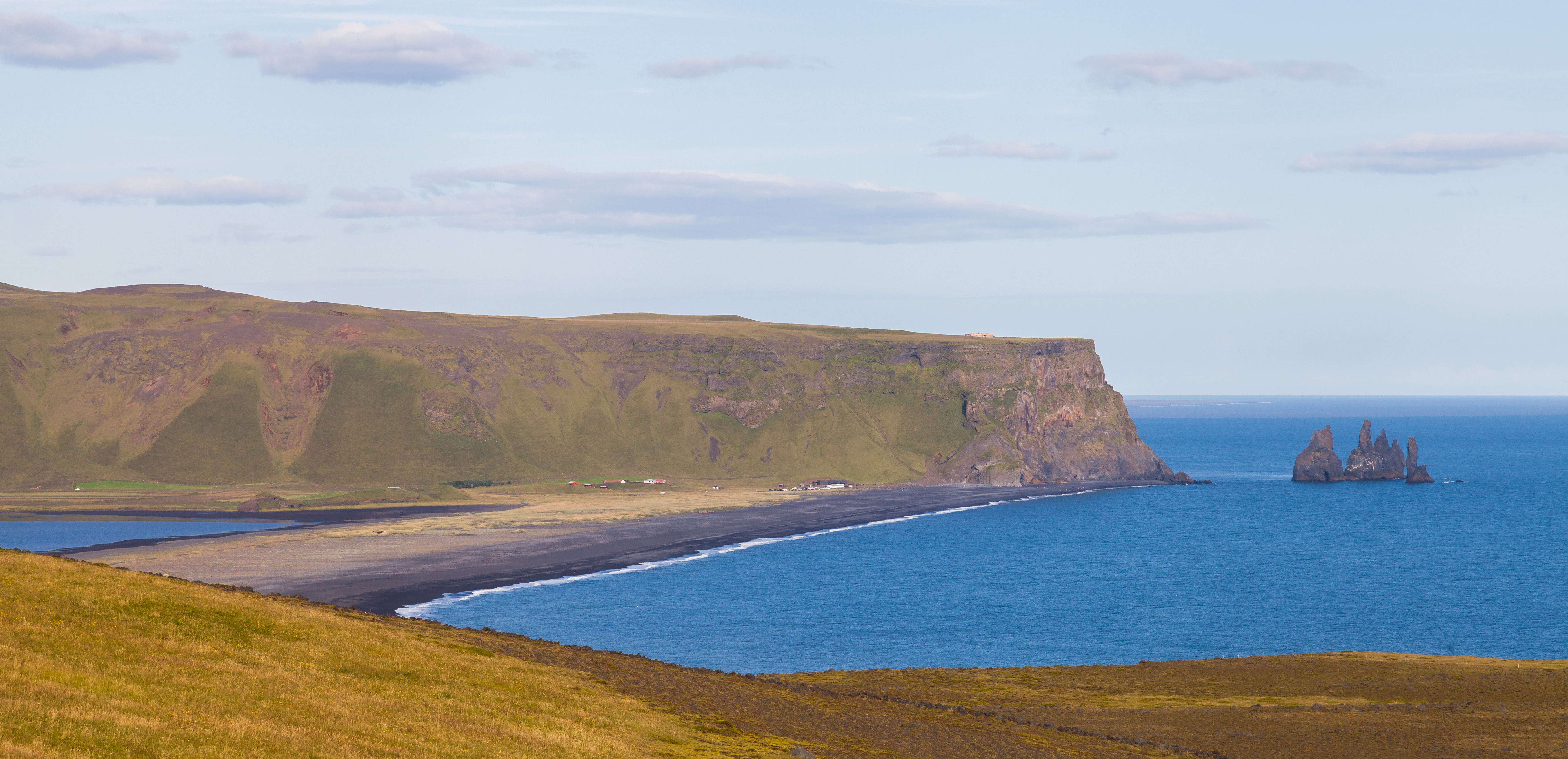
منظر طبيعي مع منظر البحر في الخلفية.

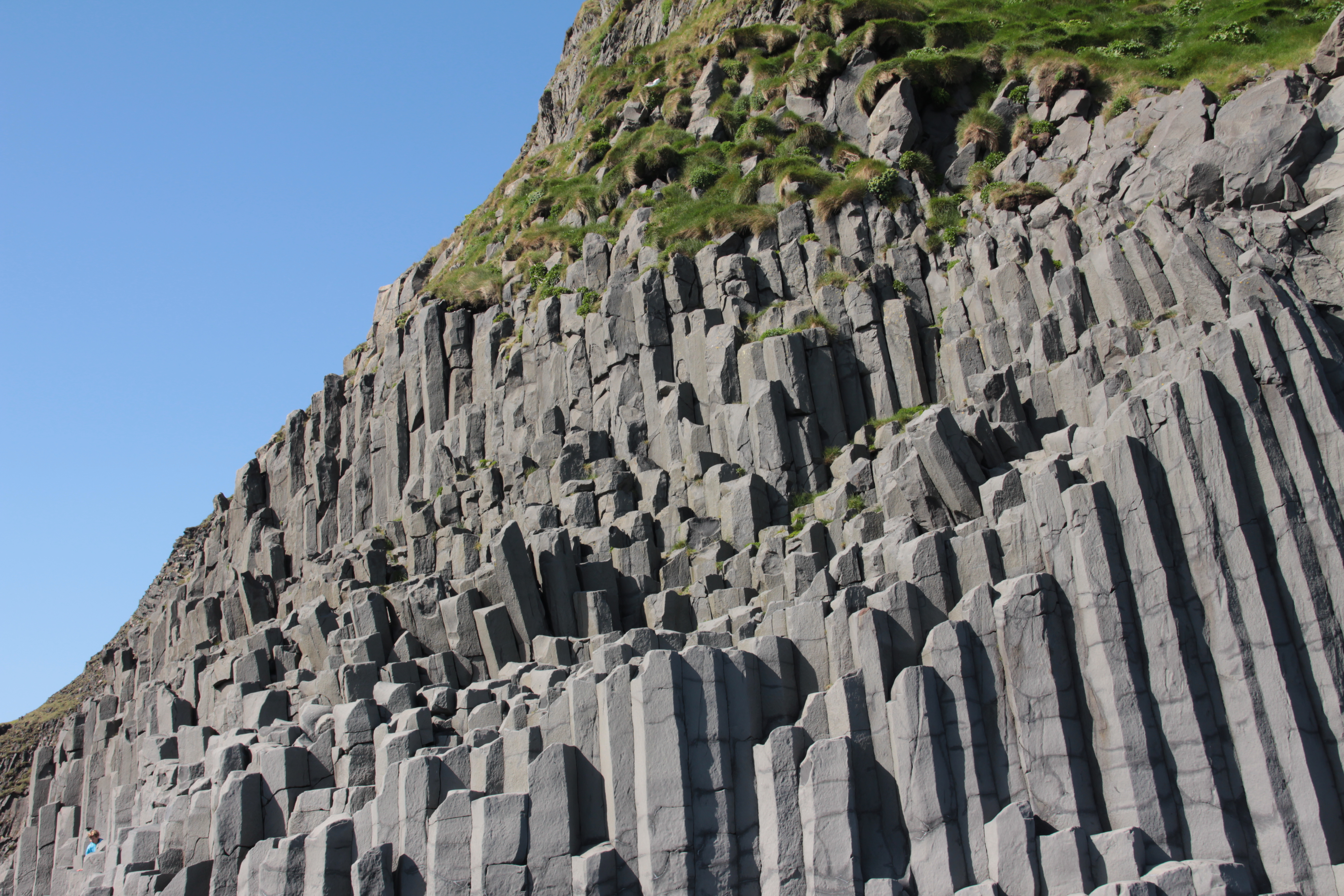
أعمدة البازلت على الشاطئ في رينيسفجارا.

رينيسفجارا ( بالأيسلندية: reiːnɪsˌtrauŋkar̥) هي عبارة عن صخور من البازلت ومسلة بحرية موجودة تحت جبل رينيسفيال بالقرب من قرية فيك أي ميردال في جنوب أيسلندا، وهي محاطة بشاطئ رملي أسود تم تصنيفها عام 1991 كواحدة من أجمل عشرة شواطئ غير استوائية في العالم. وفي عام 2021 ، تم تصنيف شاطئ رينيسفجارا على أنها سادس أفضل شاطئ في العالم.

## أسطورة
تقول الأساطير النوردية أن المداخن نشأت عندما قام اثنان من المتصيدين بسحب سفينة ذات ثلاثة صواري للهبوط دون جدوى وعندما سطع ضوء النهار تحولوا إلى أعمدة من البازلت.
تشير الأساطير المعاصرة إلى قصة الزوج الذي وجد زوجته مخطوفة من قبل اثنين من المتصيدينمجمدة في الليل، جعل الزوج المتصيدين يقسمان على عدم قتل أي شخص مرة أخرى، كانت زوجته حب حياته، التي لم يكن قادرًا على توفير مسكن لروحها الحرة ؛ وجدت مصيرها بين المتصيدون والصخور والبحر في رينيسفجارا. 

## في الثقافة الشعبية
تظهر رينيسفجارا عدة مرات في مسلسل كاتلا الأيسلندي الأصلي لـ نتفليكس، وهي مهمة بشكل خاص لبطلة المسلسل «جريما» كموقع لوفاة والدتها.

## روابط خارجية
- الشاطئ في جولة افتراضية رينيسفجارا نسخة محفوظة 6 يوليو 2018 على موقع واي باك مشين.
- وكالة ناسا صورة اليوم لعلم الفلك: الأساطير الإسكندنافية والشفق القطبي (8 ديسمبر 2015) - يضم رينيسدرانجار